# 古麟屬

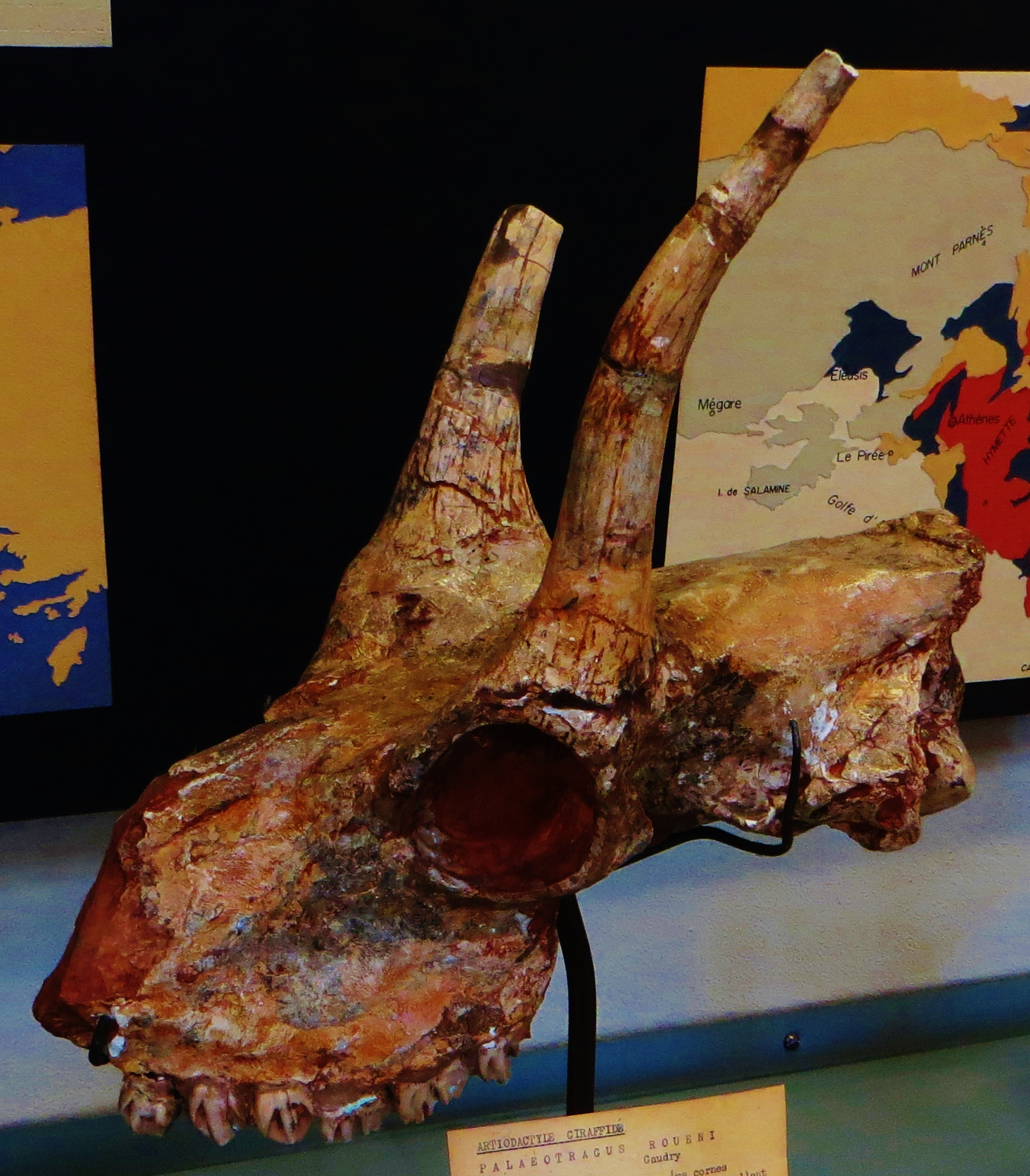
顱骨

古麟屬，又名古鹿獸或古長頸鹿，是非常大型及原始的長頸鹿，生存於中新世的非洲、歐洲中東部與亞洲中西部。
古麟屬下有兩個物種，分別是P. primaevus及P. germaini。P. primaevus較為古老，是在中新世早期至中期的地層發現，而P. germaini則是屬於中新世晚期。P. primaevus沒有鹿角，體型較為細小，肩高少於2米。P. germaini則有一對鹿角，外觀像短頸及高3米的長頸鹿或㺢㹢狓。